# Transtorno do espectro autista
O transtorno do espectro autista (TEA), conforme denominado pelo DSM-5, o Manual Diagnóstico e Estatístico de Transtornos Mentais, também conhecido pela sua denominação antiga (DSM IV): autismo, é um transtorno neurológico caracterizado por comprometimento da interação social, comunicação verbal e não verbal e comportamento restrito e repetitivo. É fundamental entender que o Transtorno do Espectro do Autismo (TEA) não é uma doença, mas sim uma condição neurodesenvolvimental que afeta a forma como as pessoas autistas percebem e interagem com o mundo ao seu redor. Isso inclui não apenas a forma como elas processam informações sensoriais, mas também como elas se relacionam com os outros e compreendem as nuances sociais. Os sinais geralmente desenvolvem-se de forma diferente em cada pessoa, mas algumas crianças autistas alcançam o marco de desenvolvimento em um ritmo normal e depois regridem ou avançam apoiadas por seu hiperfoco ou foco restrito.
O autismo é normalmente hereditário, mas a causa inclui tanto fatores ambientais quanto predisposição genética. Em casos raros, o autismo é fortemente associado a agentes que causam defeitos congênitos. Controvérsias em torno de outras causas ambientais propostas; a hipótese de danos causados por vacinas são biologicamente improváveis e têm sido refutadas em estudos científicos. Os critérios diagnósticos exigem que os sintomas se tornem aparentes antes da idade de três anos. Os transtornos do espectro autista afetam o processamento de informações no cérebro, alterando as conexões e a organização das células nervosas. Transtornos antes classificados separadamente, como a Síndrome de Asperger e o Transtorno global do desenvolvimento sem outra especificação — comumente abreviado como PDD-NOS (sigla em inglês) ou Transtorno invasivo do desenvolvimento sem outra especificação — comumente abreviado como TID-SOE (sigla em português) — hoje fazem parte de uma única classificação diagnóstica, tanto no DMS-5 (código 299.0) quanto na CID-11 (código 6A02), o Transtorno do Espectro do Autismo (TEA).
Intervenções precoces em deficiências comportamentais, cognitivas ou da fala podem ajudar as crianças autistas a ganhar autonomia e habilidades sociais e de comunicação. Não existe cura conhecida, há relatos de casos de crianças que se recuperaram. Poucas crianças autistas vivem de forma independente depois de atingir a idade adulta, embora algumas tenham sucesso. Tem se desenvolvido uma cultura do autismo, com alguns indivíduos buscando uma cura enquanto outros creem que o autismo deve ser aceito como uma diferença e não tratado como um transtorno.
Conforme Lima e Legnani (2020), uma contribuição relevante é a inclusão de estudantes com autismo no campo da educação, uma vez que a socialização e o incentivo ao protagonismo nesse processo pode contribuir com a busca e o interesse pelos conhecimentos, assim como superar alguns dos sinais do autismo. A capacidade de flexibilizar as regras para os alunos com autismo demonstra uma prática educativa voltada para o sujeito, característica marcante da educação pautada na ética da psicanálise. Segundo Lajonquière (2010), essa forma de conceber a educação passa pela via da palavra. É necessário escutar, pois, as pistas de como trabalhar ali comparecem. O ato de escutar a criança com problemas psíquicos além de ser uma aposta no sujeito é a possibilidade de que esse aluno seja acolhido, ensinado, sem a pretensão de normalizá-lo.
Desde 2010, a taxa de autismo é estimada em cerca de 1–2 a cada 1.000 pessoas em todo o mundo, sendo mais fácil de identificar em meninos (4–5 vezes mais em meninos do que meninas). Cerca de 1,5% das crianças nos Estados Unidos (uma em cada 68) são diagnosticadas com TEA, a partir de 2014, houve um aumento de 30%, uma a cada 88, em 2012. Em 2014 e 2016, os números foram de 1 em 68. Em 2018, um aumento de 15% no diagnóstico elevou a prevalência em 1 para 59 crianças. A taxa de autismo em adultos de 18 anos ou mais no Reino Unido é de 1,1% o número de pessoas diagnosticadas vem aumentando drasticamente desde a década de 1980, em parte devido a mudanças na prática do diagnóstico e incentivos financeiros subsidiados pelo governo para realizar diagnósticos; a questão se as taxas reais têm aumentado realmente, ainda não é conclusiva.
No Brasil, ainda não há número precisos, muito menos oficiais a respeito de epidemiologia dos casos de autismo. O único estudo brasileiro sobre epidemiologia de autismo, foi feito em 2011, um estudo-piloto ainda numa amostragem pequena, apenas 20 mil pessoas, num bairro da cidade de Atibaia (SP), resultando em 1 caso a cada 367 crianças. Em 5 de novembro de 2018, a Spectrum News lançou um mapa mundi online, em inglês, com todos os estudos científicos publicados de prevalência de autismo mundo afora.

## Características

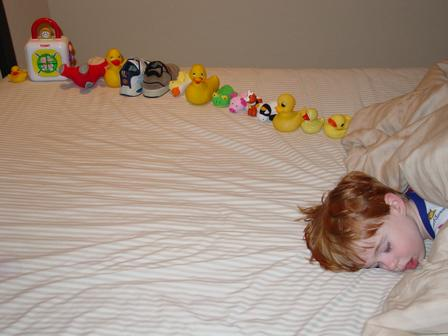
Crianças autistas geralmente têm um número reduzido de interesses e repetem os mesmos comportamentos rotineiramente.

O autismo é um transtorno neurológico altamente variável, que aparece pela primeira vez durante a infância ou adolescência e geralmente segue um curso estável, sem remissão. Os sintomas evidentes começam gradualmente após a idade de seis meses, mas geralmente estabelecem-se entre os dois ou três anos e tendem a continuar até a idade adulta, embora muitas vezes de forma mais moderada. Destaca-se não por um único sintoma, mas por uma tríade de sintomas característicos: prejuízos na interação social, deficiências na comunicação e interesses e comportamento repetitivo e restrito. Outros aspectos, como comer atípico ou seletividade alimentar também são comuns, mas não são essenciais para o diagnóstico. Os sintomas individuais de autismo ocorrem na população em geral e não são sempre associados à síndrome quando o indivíduo tem apenas alguns traços, de modo que não há uma linha nítida que separe traços patologicamente graves de traços comuns.

### Desenvolvimento social
Déficits sociais distinguem o autismo dos transtornos do espectro do autista de outros transtornos do desenvolvimento. As pessoas com autismo têm prejuízos sociais e muitas vezes falta a intuição sobre os outros que muitas pessoas consideram trivial. A notável autista Mary Temple Grandin descreveu sua incapacidade de compreender a comunicação social de neurotípicos (nomenclatura utilizada para se referir a pessoas com o desenvolvimento neural normal), como "sentindo-se como uma antropóloga em Marte".

### Comunicação
Cerca de um terço dos indivíduos com autismo não se desenvolvem o suficiente para ter uma fala natural e que satisfaça suas necessidades diárias de comunicação. As diferenças na comunicação podem estar presentes desde o primeiro ano de vida e podem incluir o início tardio do balbucio, gestos incomuns, capacidade de resposta diminuída e padrões vocais que não estão sincronizados com o cuidador. No segundo e terceiro anos, as crianças com autismo têm menos balbucios frequentes e consoantes, palavras e combinações de palavras menos diversificadas; seus gestos são menos frequentemente integrados às palavras. As crianças com autismo são menos propensas a fazer pedidos ou compartilhar experiências e são mais propensas a simplesmente repetir as palavras dos outros (ecolalia) ou reverter pronomes, trocando o "eu" pelo "você", por exemplo. A atenção conjunta geralmente tem prejuízo, fazendo com que não apontem um objeto que julguem interessante com o intuito de comentar ou compartilhar a experiência com alguém, bem como não demonstram interesse no que outra pessoa deseja compartilhar. Déficits de atenção são comuns em crianças com TEA. As crianças com autismo podem ter dificuldade em jogos imaginativos e com o desenvolvimento de símbolos em linguagem.
Em um par de estudos, as crianças autistas altamente funcionais entre 8 e 15 anos de idade concluíram igualmente bem ou melhor individualmente do que os adultos pareados, em tarefas de linguagem básica que envolvem vocabulário e ortografia. Ambos os grupos autistas desempenharam pior do que os controles nas tarefas complexas da linguagem como a linguagem figurativa, compreensão e inferência.

### Comportamentos repetitivos
Indivíduos autistas exibem muitas formas de comportamento repetitivo ou restrito, que o Repetitive Behavior Scale-Revised (RBS-R)categoriza como se segue.
- Estereotipia é o movimento repetitivo, como agitar as mãos, virar a cabeça de um lado para o outro ou balançar o corpo.[57]
- Comportamento compulsivo destina-se e parece seguir regras, como organizar objetos em pilhas ou linhas.
- Uniformidade é a resistência à mudanças; por exemplo, insistir que os móveis não sejam movidos ou recusando-se a ser interrompido.
- Comportamento ritualista envolve um padrão invariável de suas atividades diárias, como um menu imutável ou um ritual de vestir. Isto está intimamente associado com a uniformidade, onde uma validação independente sugeriu a combinação dos dois fatores.[56]
- Comportamento restrito é o foco limitado em um só interesse ou atividade, como a preocupação com um programa de televisão, brinquedo ou jogo.
- Automutilação inclui movimentos que ferem ou podem ferir a pessoa, como o dedo nos olhos, bater a cabeça ou morder as mãos.[18] Cutucar feridas, arranhar-se ou pressionar alguma parte do corpo contra um objeto ou superfície que machuque também são formas de automutilação/autoagressão.

Nenhum comportamento repetitivo ou autodestrutivo parece ser específico para o autismo, mas o autismo parece ter um padrão elevado de ocorrência e gravidade destes comportamentos.

### Outros sintomas
Indivíduos autistas podem ter sintomas independentes do diagnóstico, mas que pode afetar o indivíduo ou a família. Estima-se que 0,5% a 10% dos indivíduos com TEA mostram habilidades incomuns, variando de habilidades dissidentes, como a memorização de trívias até talentos extremamente raros de autistas savants prodígios.
Muitos indivíduos com TEA demonstram habilidades superiores de percepção e atenção, em relação à população em geral. Anormalidades sensoriais são encontrados em mais de 90% das pessoas com autismo, e são consideradas como principais recursos por alguns, embora não haja nenhuma boa evidência de que sintomas sensitivos diferenciam o autismo de outros transtornos do desenvolvimento.
As diferenças são maiores para baixa resposta (por exemplo, caminhar ou pisotear coisas) do que para super resposta (por exemplo, irritação por ruídos altos) ou para a busca de sensações (por exemplo, movimentos rítmicos). Estima-se que 60%–80% das pessoas autistas têm sinais motores que incluem tonicidade muscular pobre, falta de planejamento motor e andar na ponta dos pés; déficits na coordenação motora existem em todo o TEA e são maiores no autismo propriamente. O livro O Robot Autista sugere que todos os sintomas têm origem num funcionamento deficiente das emoções.
Comportamento alimentar atípico pode incluir preferências alimentares severamente limitadas, hipersensibilidade à textura ou temperaturas dos alimentos, e também esconder alimentos na boca sem engolir, tal ação é um sintoma de autismo em uma criança.

## Causas

Deleção (1), duplicação (2) e inversão (3) são anormalidades cromossômicas que estão implicadas no autismo.

Presume-se que há uma causa comum genética, cognitiva e de níveis neurais para a tríade de sintomas característica do autismo. No entanto, há a suspeita crescente de que o autismo é um distúrbio mais complexo, cujos aspectos centrais têm causas distintas que podem co-ocorrer muitas vezes. O autismo tem fortes bases ambientais, sofrendo interferências de pisos de vinil e Glifosato.
O autismo tem uma forte base genética, embora a genética do autismo é complexa e não está claro se o TEA é explicado por mutações mais raras, com grandes efeitos, ou ainda por interações multigênicas raras de variantes genéticas comuns. A complexidade surge devido a interações entre múltiplos genes, o meio ambiente e fatores epigenéticos que não alteram o DNA, mas que são hereditários e influenciam a expressão do gene. Estudos de gêmeos sugerem que a hereditariedade é de 0,7 para o autismo e tão alto quanto 0,9 para TEA, e irmãos de pessoas com autismo são cerca de 25 vezes mais suscetíveis de serem autistas do que a população em geral.
Estudos do sequenciamento do material genético de indivíduos autistas identificaram mais de 102 genes relacionados a esse transtorno, sendo 49 deles com formas mais graves de atraso no neurodesenvolvimento. No entanto, por não se tratar de uma herança de transmissão mendeliana simples, há uma grande dificuldade em predizer o número de regiões genéticas que contribuem para a manifestação da síndrome.
Uma das mutações foi identificada em um paciente por uma deleção heterozigótica no gene NRXN2, ocasionando uma terminação prematura que gera uma incapacidade da proteína mutante de se ligar aos seus parceiros usuais. Isso gerou uma perda de função, desencadeando o TEA.

## Mecanismo
Os sintomas do autismo resultam de mudanças relacionadas à maturação em vários sistemas do cérebro. Como autismo ocorre ainda não é bem compreendido. O seu mecanismo pode ser dividido em duas áreas: a fisiopatologia das estruturas cerebrais e processos associados ao autismo, e as ligações entre as estruturas neuropsicológicas e comportamentos cerebrais. Os comportamentos parecem ter múltiplas patofisiologias.

### Patofisiologia
Diferente de muitas outras doenças cerebrais, como o mal de Parkinson, o autismo não tem um mecanismo claro de unificação, seja a nível molecular, celular ou nos sistemas; não se sabe se o autismo é composto de algumas desordens causadas por mutações convergentes em algumas vias moleculares comuns, ou se é (como a deficiência intelectual) um grande conjunto de doenças com diversos mecanismos.

### Neuropsicologia
Duas grandes categorias de teorias cognitivas têm sido propostas sobre as relações entre cérebro e comportamento autista.
A primeira categoria se concentra no déficits da cognição social. A Teoria sistematização-empatia de Simon Baron-Cohen postula que indivíduos autistas podem sistematizar, isto é, eles podem desenvolver regras internas de funcionamento para lidar com eventos no interior do cérebro, mas são menos eficazes na empatia por manipulação de eventos gerados por outros agentes. Uma extensão, a teoria do cérebro extremamente masculino é a hipótese de que o autismo é um caso extremo do cérebro masculino, definido psicometricamente como indivíduos nos quais a sistematização é melhor do que a empatia.
A segunda categoria se concentra no processamento não social ou geral: as funções executivas, como memória de trabalho, planejamento, inibição. Em sua avaliação, Kenworthy afirma que "a alegação de disfunção executiva como um fator causal no autismo é controversa", no entanto, "é evidente que a disfunção executiva desempenha um papel nos déficits sociais e cognitivos observados em indivíduos com autismo".

## Diagnóstico
O diagnóstico do autismo baseia-se no comportamento e não nas causas ou mecanismo. O autismo é definido no DSM-IV-TR, tal como exibindo pelo menos seis sintomas no total, incluindo pelo menos dois sintomas de deficiência qualitativa na interação social, pelo menos, um sintoma de deficiência qualitativa em comunicação, e pelo menos um sintoma de comportamento restrito e repetitivo. Sintomas da amostra incluem falta de reciprocidade social ou emocional, uso estereotipado e repetitivo da linguagem ou linguagem idiossincrática e preocupação persistente com partes de objetos. O início deve ser anterior a idade de três anos com atrasos ou funcionamento anormal em qualquer interação social, linguagem usada na comunicação social ou jogo simbólico ou imaginativo. A perturbação não deve ser melhor explicada por síndrome de Rett ou Transtorno desintegrativo da infância. O CID-10 utiliza essencialmente a mesma definição.
O autismo afeta, em média, uma em cada 59 crianças nascidas nos Estados Unidos, segundo o CDC (sigla em inglês para Centro de Controle e Prevenção de Doenças), do governo daquele país, com números de 2014, divulgados em março de 2018 — no Brasil, porém, ainda não há estatísticas a respeito do TEA. Em 2010, no Dia Mundial de Conscientização do Autismo, 2 de abril, a ONU declarou que, segundo especialistas, acredita-se que o transtorno atinja cerca de 70 milhões de pessoas em todo o mundo, afetando a maneira como esses indivíduos se comunicam e interagem. O aumento dos números de prevalência de autismo levanta uma discussão importante sobre haver ou não uma epidemia da síndrome no planeta, ainda em discussão pela comunidade científica. No Brasil, foi realizado o primeiro estudo de epidemiologia de autismo da América Latina, publicado em fevereiro de 2011 — com dados de 2010 —, liderado pelo psiquiatra da infância Marcos Tomanik Mercadante (1960—2011), num projeto-piloto com amostragem de 20 mil pessoas num bairro da cidade paulista de Atibaia, aferiu a prevalência de um caso de autismo para cada 368 crianças de 7 a 12 anos.
Um dos mitos comuns sobre o autismo é de que pessoas autistas vivem em seu mundo próprio, interagindo com o ambiente que criam; isto não é verdade. Se, por exemplo, uma criança autista fica isolada em seu canto observando as outras crianças brincarem, não é porque ela necessariamente está desinteressada nessas brincadeiras ou porque vive em seu mundo. Pode ser que essa criança simplesmente tenha dificuldade de iniciar, manter e terminar adequadamente uma conversa. Muitos cientistas atribuem esta dificuldade à cegueira mental, uma compreensão decorrente dos estudos sobre a Teoria da Mente.

## Tratamentos do Autismo
Os principais objetivos no tratamento de crianças com autismo são:
- Estimular o desenvolvimento social e comunicativo;
- Aprimorar o aprendizado e a capacidade de solucionar problemas;
- Diminuir comportamentos que interferem com o aprendizado e com o acesso às oportunidades de experiências do cotidiano e
- Ajudar as famílias a lidarem com o autismo.

Para diminuir os déficits associados e a angústia da família e para aumentar a qualidade de vida e independência funcional, não existe um tratamento único melhor; deve ser personalizado conforme para as limitações e necessidades da pessoa. As famílias, terapias e o sistema de ensino são os principais recursos para o tratamento. O tratamento psicológico com evidência de eficácia, segundo a Associação Americana de Psiquiatria, é a terapia de intervenção comportamental — aplicada por psicólogos. A mais usada delas é o ABA (sigla em inglês para Applied Behavior Analysis — em português, análise aplicada do comportamento). Como o tratamento para autismo é interdisciplinar, ou seja, além da psicologia, pacientes podem se beneficiar com intervenções de fonoaudiologia, terapia ocupacional, entre outros profissionais.

## Anúncio de uma possível cura
Em 2018, pesquisadores da Universidade do Texas anunciaram ter descoberto como usar uma ferramenta de edição de genes CRISPR/Cas para apagar traços genéticos normalmente associados ao autismo. Essa tecnologia foi justificada com a alegação de que poderia um dia revolucionar as terapias que tratam o autismo e melhorar a vida de milhares de autistas.

### Oposição à cura
Autistas e familiares defensores da neurodiversidade e da aceitação do autismo posicionam-se contra as propostas de curar o autismo, inclusive chegando a comparar propostas deste tipo à eugenia. Argumentos desta oposição incluem:
- O autismo não deveria ser considerado uma doença e, portanto, não é algo que se deva "curar";[96]
- O problema real não é a condição, mas sim o preconceito e discriminação contra autistas e o despreparo da sociedade em incluir plenamente essas pessoas e atender-lhes as necessidades específicas;[97]
- A promessa de "curar" o autismo integraria todo um paradigma de patologização, estigmatização e não aceitação das diferenças neurológicas, o qual, muitas vezes, implica terapias que tentam forçar a "correção" de comportamentos autísticos inofensivos, como a falta ou dificuldade de contato visual, os stims, preferências pessoais tidas como "esquisitas" pela sociedade, entre outras.[97] Tais terapias, entre elas a Análise do comportamento aplicada, são consideradas abusivas e violentas pelos autistas e, não raramente, lhes causa traumas e outros danos psicológicos e também transtornos mentais;[98]
- As propostas de "cura do autismo" seriam comparáveis à também repudiada defesa da "cura gay";[99]
- Defender e buscar a "cura" do autismo implicaria argumentar que o autismo e, por tabela, os autistas não devem ser aceitos e incluídos pela sociedade e, ao invés de terem seu jeito de ser respeitado e suas necessidades específicas devidamente atendidas, deveriam ser "consertados" de modo a se encaixar numa sociedade que não respeita as diferenças. Tal posicionamento acaba incentivando mais preconceito, estigmatização, marginalização, discriminação e violência contra autistas. No extremo, representa um desejo de que os autistas deixem de existir, juntamente com suas personalidades, jeitos de ser e contribuições positivas para o mundo;[97]
- "Curar" o autismo implicaria desde diminuir ou eliminar todos os aspectos considerados positivos da condição, como a personalidade autêntica, a sinceridade, a não adesão aos costumes de mentir e julgar outras pessoas, a aversão a fazer "jogos" sociais e psicológicos com outras pessoas e esconder o que sente e pensa, a grande inteligência e curiosidade do autista em seus hiperfocos, o desapego de expectativas sociais (como a de que homens "devem" gostar muito de futebol, ter fetiche por carros, sexualizar mulheres, ser violentos e pouco sentimentais etc.) e desejos materiais que lhes são pouco ou nada necessários, a avantajada memória de longo prazo etc.,[100] até mesmo fazer a pessoa autista, com sua personalidade, virtudes, gostos, desejos, paixões, sonhos etc., deixar de existir e dar lugar, no mesmo corpo, a um indivíduo muito ou totalmente diferente.[101]

## Polêmicas
Em 1999, o médico Andrew Wakefield publicou o artigo MMR vaccination and autism, estabelecendo uma suposta relação entre a vacina tríplice e o autismo. Diversos estudos médicos foram conduzidos desde então a fim de se comprovar ou não essa relação, sendo que não houve evidências nesses novos estudos acerca dessa hipótese. Em 2010, o Conselho Médico Geral britânico (em inglês, General Medical Council) considerou que o dr. Wakefield agiu de maneira aética e desonesta ao vincular a vacina tríplice ao autismo e cassou seu registro profissional no Reino Unido em maio de 2010. Ainda de acordo com o Conselho Médico Geral britânico, a sua conduta trouxe má reputação à profissão médica depois que ele coletou amostras de sangue de jovens na festa de aniversário de seu filho pagando-lhes £5. Considera-se também que o sarampo tenha ressurgido no Reino Unido devido ao receio dos pais em aplicarem a vacina tríplice em seus filhos: as taxas de vacinação nunca mais voltaram a subir e surtos da doença tornaram-se comuns.
Dez anos após a publicação do artigo o periódico publicou uma completa retratação após as declarações do Conselho Médico Geral britânico.
Nos últimos dez anos uma dezena de pesquisas realizadas na tentativa de encontrar uma correlação entre a vacina tríplice e autismo não acharam nenhuma evidência que comprovasse os dados preliminares do artigo de Wakefield. Várias famílias foram influenciadas pela polêmica criada pela mídia logo após a publicação do artigo de Wakefield e hoje, no Reino Unido e nos Estados Unidos, doenças, como o Sarampo, consideradas extintas devido a aplicação de vacinas regulares voltaram a matar crianças em famílias que resolveram não vacinar seus filhos.

## História
Foi descrito pela primeira vez em 1925 por Grunya Sukhareva, uma psiquiatra infantil soviética, publicado em um artigo originalmente em russo e traduzida para o alemão no ano seguinte, na revista Monatsschrift für Psychiatrie und Neurologie vol. 3-4, p. 235–247. Sua descrição de sintomas e características em muito se assemelha aos itens diagnósticos atuais. Anos depois, em 1943, foi descrito pelo médico austríaco Leo Kanner, trabalhando no Johns Hopkins Hospital, em seu artigo Autistic disturbance of affective contact, na revista Nervous Child, vol. 2, p. 217–250. No mesmo ano, o também austríaco Hans Asperger descreveu, em sua tese de doutorado, a psicopatia autista da infância. Embora ambos fossem austríacos, devido à Segunda Guerra Mundial não se conheciam.
Discute-se ainda o motivo exato do trabalho de Sukhareva não ter sido citado pelos autores em suas investigações, como por questões políticas envolvidas; Asperger era afiliado ao Partido Nazista e Sukhareva possuía ascendência judaica. Além disso, como o trabalho da pesquisadora já havia sido traduzido e publicado em alemão um ano depois, não existia nenhuma barreira ao acesso a estes materiais por parte de Asperger e Kanner, o qual até citou a publicação de Sukhareva de 1932, Über den Verlauf der Schizophrenien im Kindesalter em artigos publicados em 1949 e 1962.
A palavra "autismo" foi criada por Eugene Bleuler, em 1911, para descrever um sintoma da esquizofrenia, que definiu como sendo uma "fuga da realidade". Sukhareva inicialmente usou o termo "psicopatia esquizóide" para descrever o quadro clínico observado em suas investigações; Kanner em seu trabalho chamou de "distúrbios autistas de contato afetivo"; e Asperger denominou o transtorno de "psicopatia autista na infância".
O trabalho de Asperger só veio a se tornar conhecido nos anos 1970, quando a médica inglesa Lorna Wing traduziu seu trabalho para o inglês. Foi a partir daí que um tipo de autismo de alto desempenho passou a ser denominado síndrome de Asperger.
Nos anos 1950 e 1960, o psicólogo Bruno Bettelheim afirmou que a causa do autismo seria a indiferença da mãe, que denominou de "mãe-geladeira". Nos anos 1970 essa teoria foi rejeitada e passou-se a pesquisar as causas do autismo. Hoje, sabe-se que o autismo está ligado a causas genéticas associadas a causas ambientais. Dentre possíveis causas ambientais, a contaminação por metais pesados, como o mercúrio e o Chumbo, têm sido apontada como forte candidatos, assim como problemas na gestação. Outros problemas, como uso de drogas na gravidez ou infecções nesse período, também devem ser considerados.
Apesar do grande número de pesquisas e investigações clínicas realizadas em diferentes áreas e abordagens de trabalho, não se pode dizer que o autismo é um transtorno claramente definido. Há correntes teóricas que apontam as alterações comportamentais nos primeiros anos de vida (normalmente até os 3 anos) como relevantes para definir o transtorno, mas hoje se tem fortes indicações de que o autismo seja um transtorno orgânico. Apesar disso, intervenções intensivas e precoces são capazes de melhorar os sintomas.
Em 18 de dezembro de 2007, a Organização das Nações Unidas decretou 2 de abril como Dia Mundial do Autismo. Em 2008 houve a primeira comemoração da data pela ONU.
Em novembro de 2010, a ciência falou pela primeira vez em cura do autismo, com a publicação na revista científica Cell da descoberta de um grupo de cientistas nos EUA, com o pesquisador brasileiro Alysson Muotri, na Universidade da Califórnia, que conseguiu "curar" um neurônio "autista" em laboratório. O estudo, que se baseou na Síndrome de Rett (um tipo de autismo com maior comprometimento e com comprovada causa genética).
Em 2012, o Brasil sancionou a “Lei Berenice Piana” — Lei 12.764, de 2012 —, que criou a Política Nacional de Proteção dos Direitos da Pessoa com Transtorno do Espectro do Autismo, regulamentada pelo Decreto 8.368, de 2014.
Em maio de 2013, saiu a versão atualizada do Manual de Diagnóstico e Estatística dos Transtornos Mentais, o DSM-5 — substituindo o DSM-IV, criado em 1994 e revisado em 2000 — que cunhou o termo técnico Transtorno do Espectro Autista (TEA), integrando todos os transtornos do espectro, sob o código 299.0.
Em junho de 2018, a OMS lançou a CID-11, a nova versão da Classificação Estatística Internacional de Doenças e Problemas Relacionados à Saúde, acompanhando o DSM-5 e também fundindo as classificações diagnósticas do espectro autista em um único código, o 6A02, para TEA.

## Dia Mundial do Autismo
Em 2011, no Dia Mundial da Conscientização do Autismo, todo 2 de abril, conforme decretado pela ONU em dezembro de 2007, a revista tornou-se a página oficial do evento no país, reunindo informação de ações de entidades e de pequenos grupos de pessoas em todo o Brasil, em prol da divulgação de informações sobre autismo na luta por mais direitos e menos preconceito. As ações brasileiras para a data conseguiram inclusive iluminar grandes monumentos de azul (cor símbolo do autismo), como o Cristo Redentor, no Rio de Janeiro, a Ponte Estaiada em São Paulo, os prédios do Senado Federal e do Ministério da Saúde em Brasília, o Teatro Amazonas em Manaus, entre muitos outros.